# Хорлеман, Карл (архитектор)
Карл Хорлеман (швед. Carl Hårleman, 27 августа 1700, Стокгольм — 9 февраля 1753, Стокгольм) — шведский архитектор и политический деятель, академик.

## Жизнь и творчество
К.Хорлеман изучал архитектуру и строительство под руководством Йёрана Аделькранца. В 1721 году он получает стипендию для продолжения профессионального образования в Италии и Франции. В 1727 Хорлеман возвращается на родину и принимает участие в возведении Стокгольмского королевского дворца. В 1740-х годах он возглавляет эти работы. К.Хорлеман является также основателем шведского направления в архитектуре стиля рококо, которое он воплотил при строительстве охотничьего замка в Сватшё. В течение последующего столетия это направление господствовало при возведении дворцов и дворянских усадеб в Швеции. К.Хорлеман занимался также парковой архитектурой. Был членом Шведской королевской академии наук.
Архитектор также занимался политической деятельностью. Он был членом шведского парламента (риксдага) от «партии Шляп», в которой состоял многие годы. В 1743—1753 годах К.Хорлеман — член шведского Тайного совета.

## Архитектурные сооружения, созданные по проектам К.Хорлемана (избранное)
- замок Свартшё
- дворец Фредериксхов
- дворец Кристинеберг
- Эведклостерский дворец
- дворец Евле (перестройка)
- усадьба Стула
- усадьба Окерё
- Стокгольмская обсерватория
- восстановление церкви святой Клары в Стокгольме
- перестройка и реставрация замка Эребру.

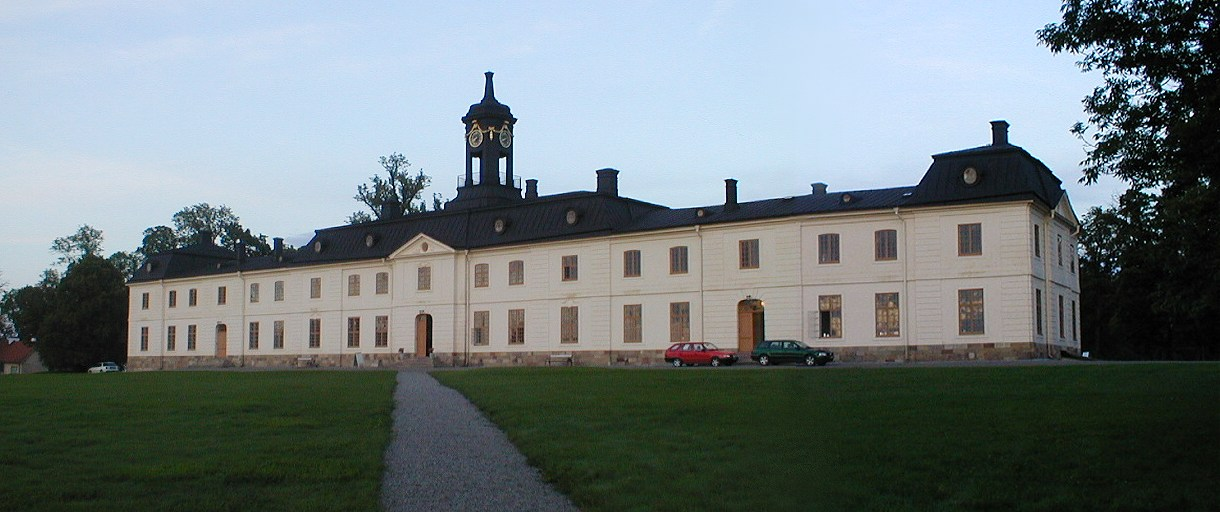
Замок Свартшё
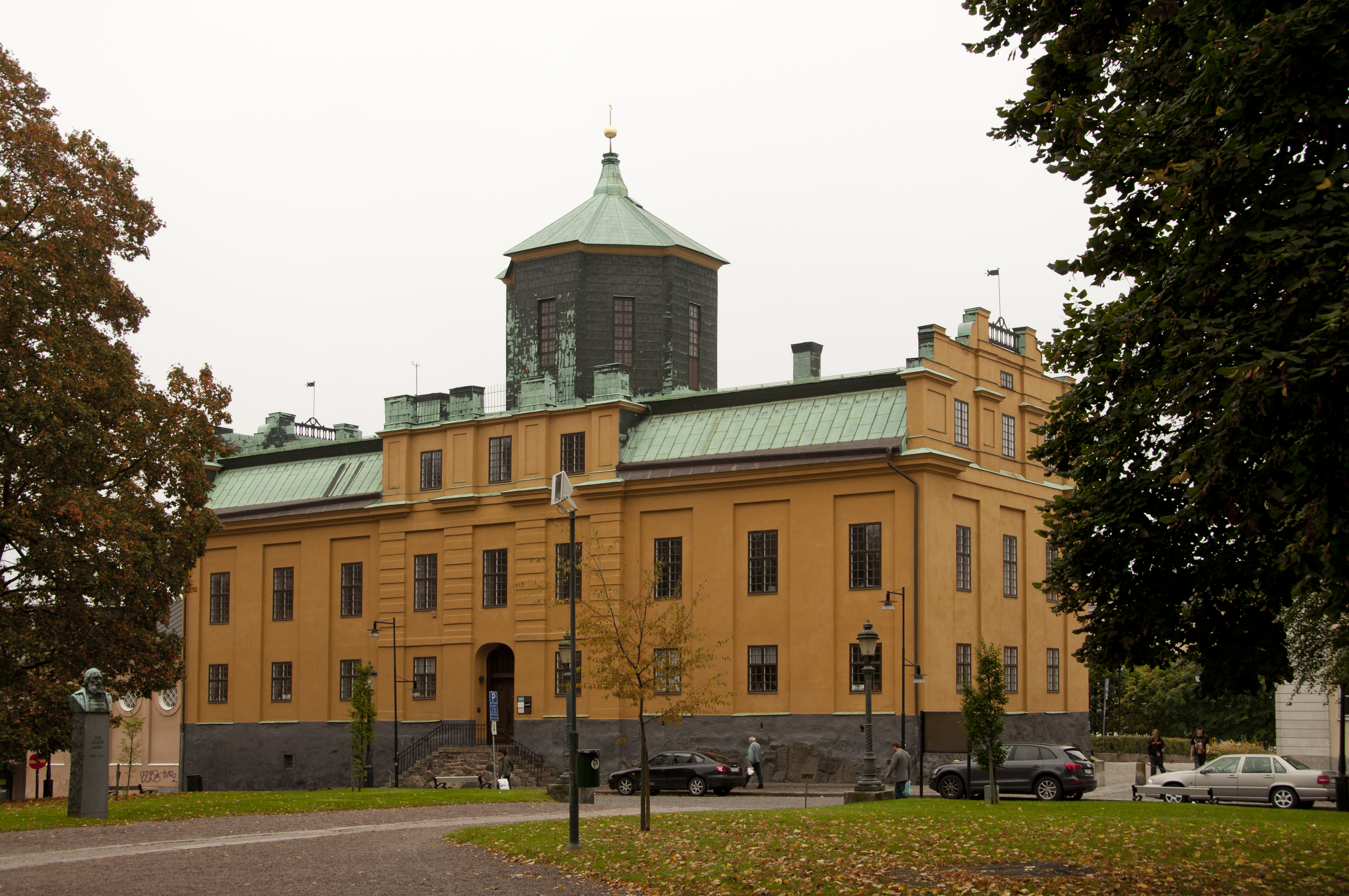
Гимназия Адольфо-Фредерикианум, Карлстад
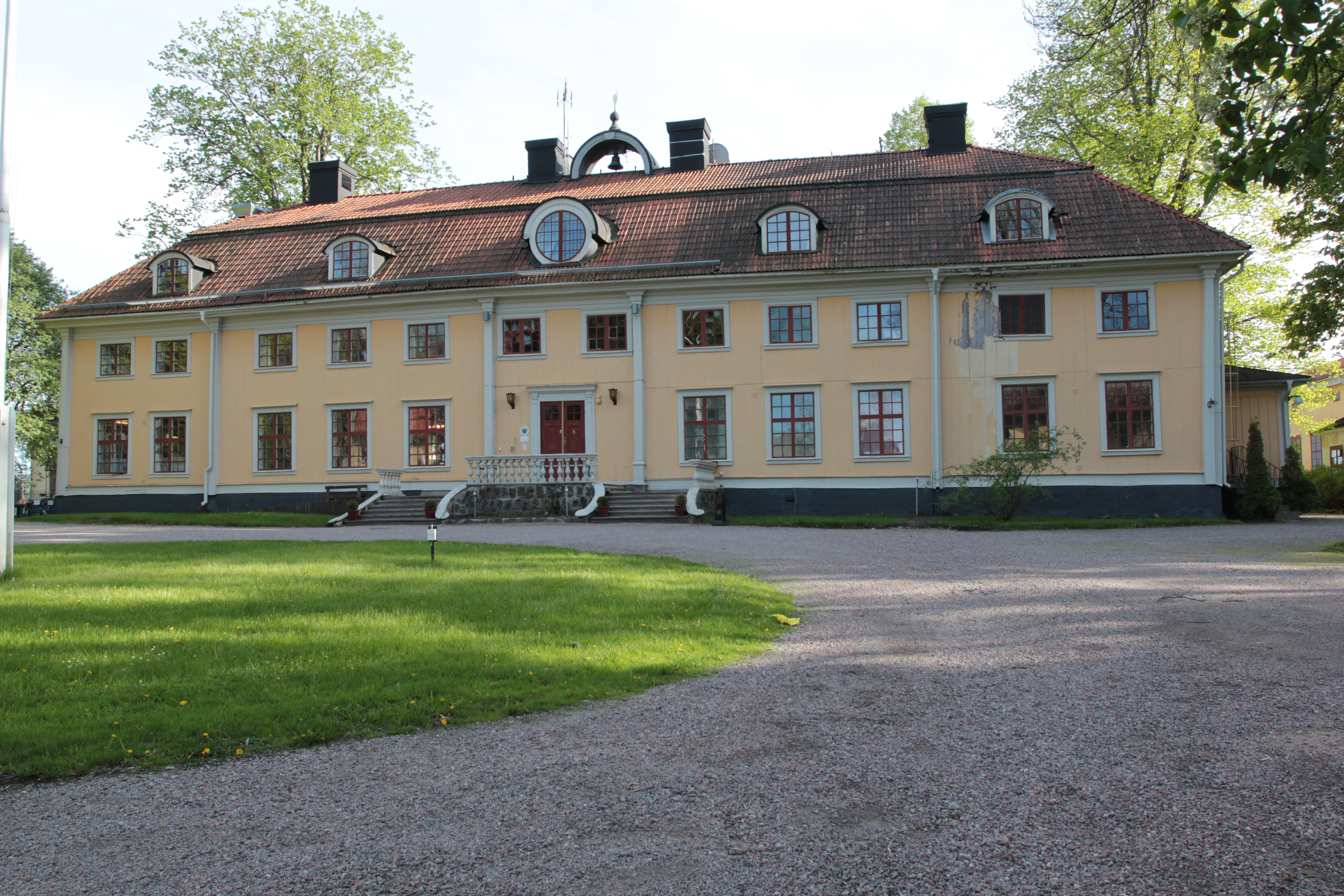
Усадьба в Уппланде
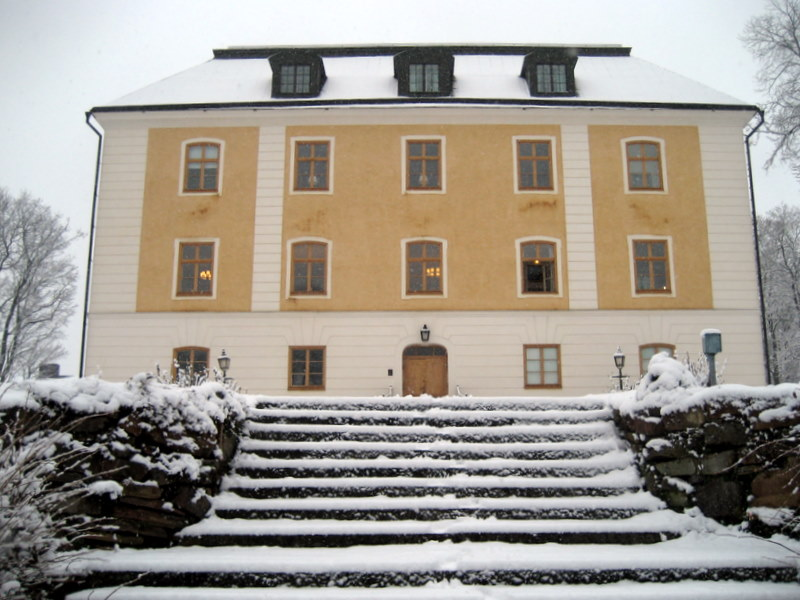
Дворец Евле
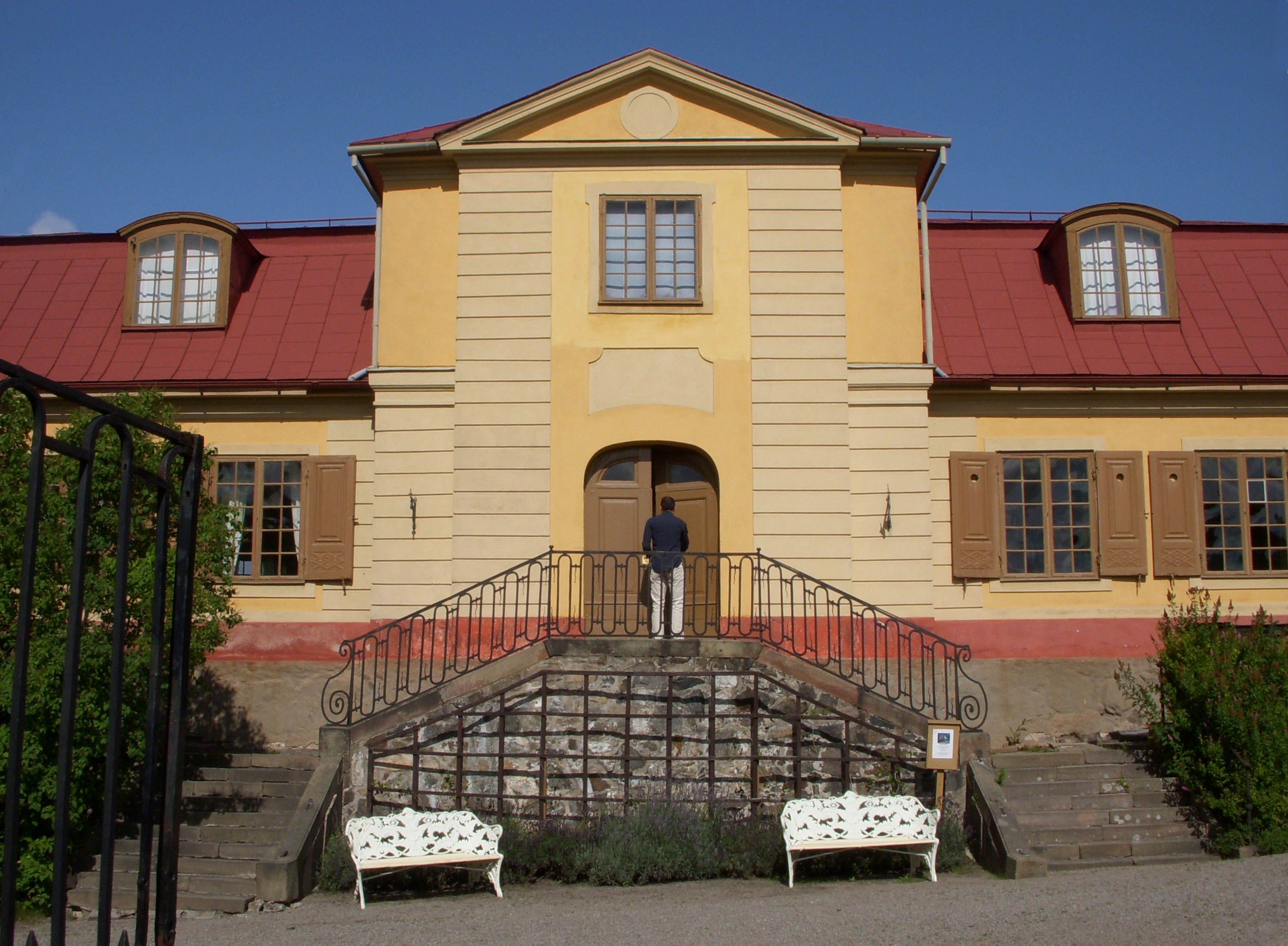
Усадьба Свиндерсвик
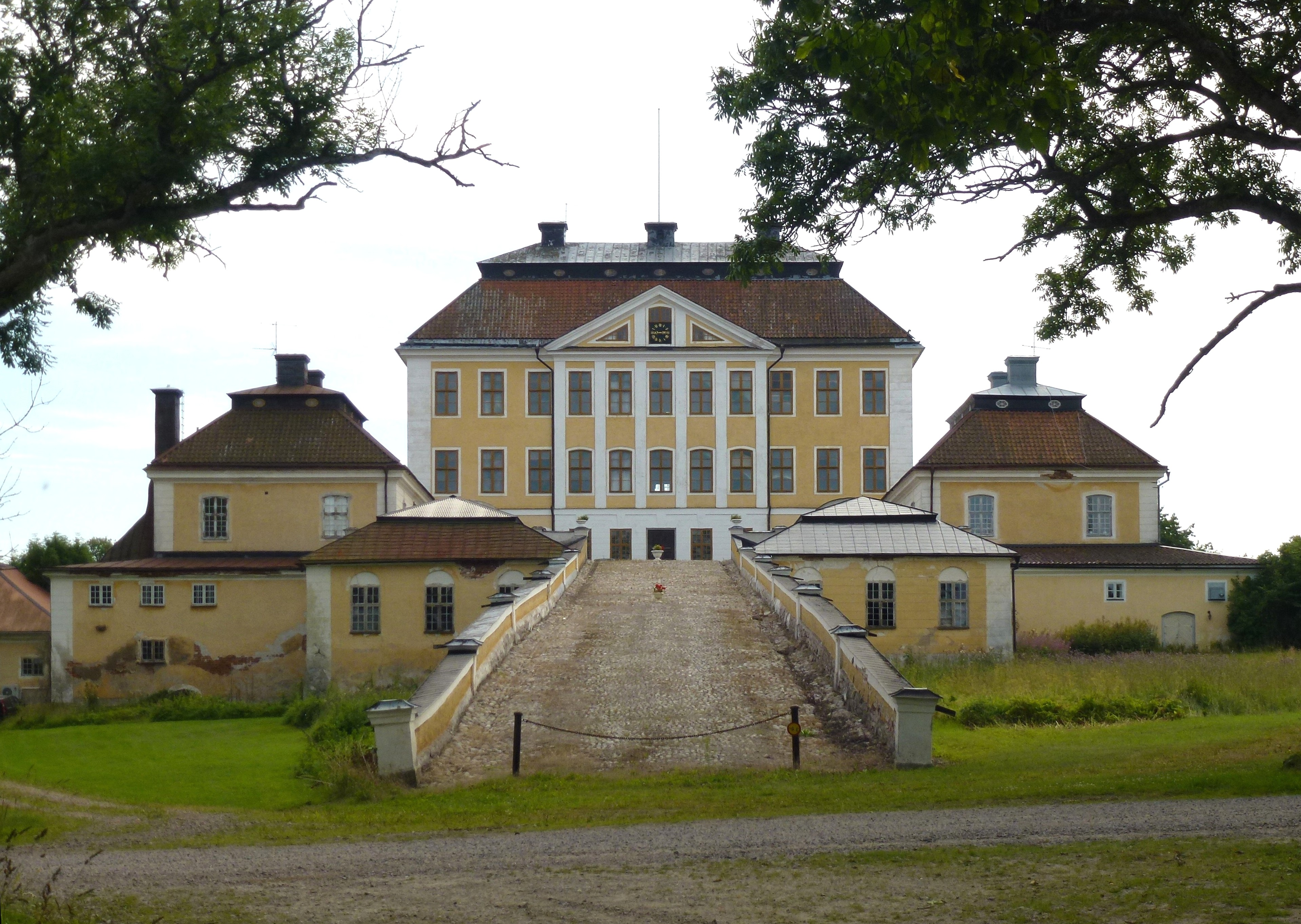
Замок Туренхольмс